# MLA格式手冊
《MLA格式手冊與學術出版指南》（The MLA Style Manual and Guide to Scholarly Publishing） 是《MLA格式手冊》（The MLA Style Manual）的第三版。 1985年，《MLA格式手冊》由美國現代語言學會首先出版。《MLA格式手冊與學術出版指南》是學術格式的指南，在美國、加拿大和其它國家廣泛使用，在人文學科為研究寫作和研究文件，提供指引，尤其是英語研究、其它現代語言及文學研究 （包括比較文學）、 文學批評、媒體研究、文化研究和相關學科。